# Mahmoud Mokhtar

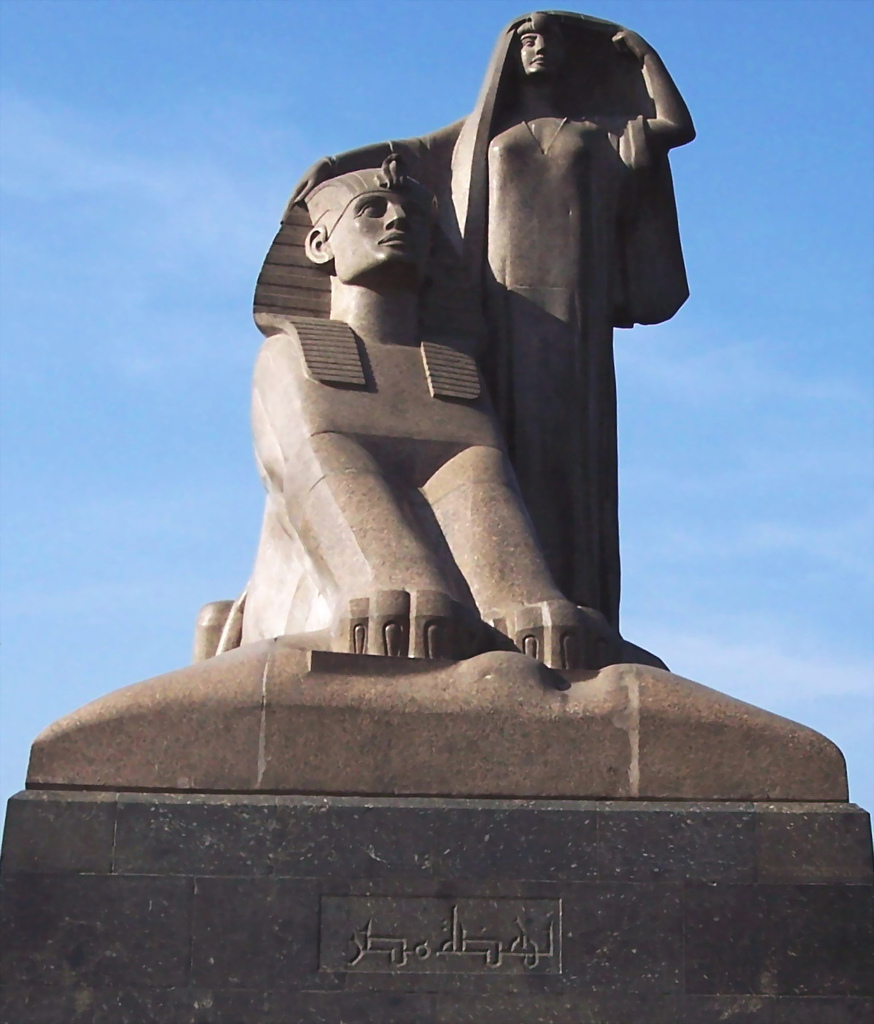
Nahdit Misr

Mahmoud Mokhtar oder Mahmud Muchtar (arabisch محمود مختار, DMG Maḥmūd Muḫtār; * 10. Mai 1891 in Nesha in der Nildelta-Region; † 28. März 1934 in Kairo) war ein ägyptischer Bildhauer. Trotz seines frühen Todes ist sein Einfluss auf die heutige ägyptische Kunst äußerst groß. Er wird als Vater der modernen ägyptischen Bildhauerei betrachtet.
Mokhtar zog 1908 nach Kairo, wo er die neu gegründete Kunstschule besuchte. 1911 erhielt er ein Stipendium, um in Paris an der École des Beaux-Arts zu studieren. In Frankreich freundete er sich mit Mitgliedern der Wafd-Partei an und wurde durch sie inspiriert, einen Entwurf seiner berühmten Statue, Nahdit Misr oder „Ägyptens Renaissance“, zu schaffen, die 1928 am Ramses-Platz enthüllt wurde und heute gegenüber der Universität-Kairo-Brücke steht. Mokhtar, der in Paris und Kairo viele Ehrungen erfuhr, schuf auch zwei monumentale Statuen des ägyptischen Politikers Saad Zaghlul Pascha (eine in Alexandria, die andere in Kairo). Weitere bekannte Skulpturen von ihm sind Der Geheimnisträger, Isis und Chamasin.